# Pogrebnik (pripovijest)
Pogrebnik - pripovijest A.S. Puškina iz ciklusa Belkinove pripovijesti, napisana 1830. i izdana 1831.

## Povijest nastanka
Pripovijest je dovršena 9. rujna 1830. u selu Veliko Boldino, gdje su svjetlo dana ugledale i ostale priče iz ciklusa Belkinove pripovijesti, tjedan dana nakon dolaska Puškina u grad. To je bila prva pripovijest od pet napisanih. Lik pogrebnika je nastao prema stvarnoj osobi: u ulici Velika Nikitska u Moskvi, nasuprot kuće Puškinove zaručnice Natalje Gončarove, zaista je postojala radnja pogrebnika Adrijana.

## Sažetak
Pogrebnik Adrijan Prohorov se preselio iz Hlebarske u Nikitsku ulicu u rajon Arbat. Bio je turoban i zamišljen čovjek, progovorio bi samo kad bi htio izgrditi svoje kćeri zbog besposlenosti ili kad bi tražio visoku cijenu za svoje proizvode. U zadnje vrijeme su ga mučile misli o nabavci nove opreme za pokop, te se nadao da će zaraditi na pokopu trgovkinje Trjuhine koja se mučila već godinu dana. Trjuhina je živjela daleko od Prohorova, na trgu Razguljaj u Basmannom rajonu, pa se on bojao da se njezini nasljednici neće držati svojeg obećanja i da će pozvati najbližeg pogrebnika.
Na dan preseljenja posjetio ga je novi susjed, obućar Gotlib Šulc, i pozvao njega i njegove kćeri, Akuljinu i Darju, na proslavu svoje srebrne svadbe. Sutradan se Prohorov kod njih na ručku upoznao s novim susjedima; uglavnom su to bili obrtnici Nijemci, a samo je jedan bio Rus - stražar Jurko, s kojim je sjeo za stol. Nakon nekog vremena zaredale su se zdravice, a jedan od gostiju je rekao: "U zdravlje onih za koje radimo, unserer Kundleute!" Gosti su se počeli klanjati jedan drugome, a Jurko je rekao Prohorovu: "A ti, bratac, da piješ za zdravlje svojih mrtvaca!", na što su gosti prasnuli u smijeh. Prohorov se vratio kući pijan i srdito rekao svojoj kućnoj pomoćnici Aksinji da će umjesto susjeda na proslavu zbog novog stana pozvati one za koje radi, pokojnike, i to već sutra. Nakon toga je zaspao.
Rano ujutro su ga probudili jer je bila preminula Trjuhina: cijeli dan se vozio od Razguljaja do Nikitske i nazad, i do večeri je sve uredio za pokop. Prilazeći svojoj kući, vidio je da je netko ušao u njegovo dvorište. Požurio se i kod vrata je susreo još jednog čovjeka čije mu se lice učinilo poznatim. Pozvao ga je unutra, a kad je ušao u kuću, učinilo mu se da u kući ima ljudi. U sobi je ugledao sve pokojnike koje je pokopao; svi su ga okružili i pozdravljali. Obratio mu se i brigadir, kojeg je posljednjeg pokopao, i jedan mali kostur koji se predstavio kao gardijski narednik kojeg je prvog pkopao, i to u kovčegu od borovine umjesto hrastovine. Nakon toga ga je pokušao zagrliti, no Prohorov ga je odgurnuo, a narednik se srušio i raspao. Ostali pokojnici su ga okružili i počeli ga grditi i prijetiti mu: pogrebnik je izgubio prisebnost, onesvijestio se i pao na kosti nesretnog narednika.
Ujutro se Prohorov probudio, a kućna pomoćnica ga obavijestila da je zaspao i da ga nisu htjele buditi. Pitao ju je da li je dolazio netko od pokojne Trjuhine, na što se Aksinja začudila i rekla da nikakva pokopa nije bilo, da je cijeli dao bio kod Nijemca i pio, a kad se vratio, svalio u krevet i prespavao jutrenje. Pogrebnik se obradovao, zatražio da mu donese čaja i pozove kćeri.

## Elementi masonstva
U pripovijesti se može naći nekoliko ironičnih aluzija na masonske običaje.
Natpis "Ovdje se prodaju i tapetiraju mrtvački sanduci obični i u boji, a tako isto daju se na poslugu i popravljaju stari." sarkastično aludira na masonske rituale u kojima su se ljudske lubanje, kosti, kosturi i ljesovi koristili kao alegorični predmeti radi tumačenja tajnog smisla masonskog učenja. Za vrijeme inicijacije u majstora lože posvećenik se obarao u lijes trima simboličnim udarcima bata. Lijes, lubanja i kosti simbolizirali su prijezir prema smrti i tugu zbog nestajanja istine. Za ritualne ciljeve takve vrste korišteni ljesovi mogli su se "popravljati" ili "uzimati na poslugu".
"...tri masonska udarca u vrata" - broj tri u masona u cijelosti ima mistično značenje. Trokratni udarac u vrata je simbolizirao "tri riječi evanđeljske": "Molite, i dat će vam se; tražite, i naći ćete; kucajte, i otvorit će vam se.".

## Ekranizacije
- 1972. - Pogrebnik, SSSR, redateljica Olga Koznova[4]
- 1990. - Belkinove pripovijesti. Pogrebnik, SSSR, redatelji Pjotr Fomenko, Alla Tarasova, Aleksej Černobaj[5][6]